# Telford
Telford è una new town di 138 241 abitanti della contea dello Shropshire, in Inghilterra.